# كأس الاتحاد الإنجليزي 1981–82
كأس الاتحاد الإنجليزي 1981–82 (بالإنجليزية: 1981–82 FA Cup)‏ هو الموسم 101 من  كأس الاتحاد الإنجليزي. الذي يشرف على تنظيمه الاتحاد الإنجليزي لكرة القدم، وفاز فيه توتنهام هوتسبير.